# Mishaal bint Fahd Al Saoud
La princesse Mishaal bint Fahd Al Saoud (en arabe : الأميرة مشاعل بنت فهد بن محمد بن عبدالعزيز آل سعود آل سعود ; née en 1958 et morte en juillet 1977 était un membre de la dynastie saoudienne qui a été exécutée par balle pour adultère en 1977, à l'âge de 19 ans. Elle était une des filles de Fahd ben Mohammed ben Abdelaziz et une des petites-filles du prince Mohammed ben Abdelaziz (en), un des frères aînés de Khaled ben Abdelaziz (alors roi) et un des fils du roi Abdulaziz, fondateur de l'Arabie saoudite.

## Contexte
Sa famille avait envoyé la princesse Mishaal bint Fahd, à sa propre demande, au Liban pour étudier.[réf. nécessaire] Sur place, elle tombe amoureuse d'un homme, Khaled al-Sha'er Mulhallal, le neveu d'Ali Hassan al-Shaer, l'ambassadeur saoudien au Liban, et ils entament une liaison.
À leur retour en Arabie saoudite, ils sont accusés d'avoir comploté pour se rencontrer seuls à plusieurs reprises et une accusation d'adultère est portée contre eux. Elle tente alors de simuler sa propre noyade et est surprise en train de fuir l'Arabie saoudite avec Khaled. Bien que la princesse fut déguisée en homme, elle est reconnue par un examinateur de passeports à l'aéroport de Djeddah.
Elle est ensuite renvoyée dans sa famille. En vertu de la charia wahhabite en vigueur en Arabie saoudite, une personne ne peut être condamnée pour adultère que par le témoignage de quatre hommes adultes témoins de l'acte de pénétration sexuelle, ou par son propre aveu de culpabilité en déclarant trois fois devant le tribunal « J'ai commis l'adultère [réf. nécessaire] »(D'autres écoles de jurisprudence islamique ou de la charia ont des opinions et des pratiques juridiques différentes de celles-ci.). Sa famille l'exhorte à ne pas se confesser, mais plutôt de promettre simplement de ne jamais revoir son amant. À son retour au tribunal, elle répéte ses aveux : « J'ai commis un adultère. J'ai commis l'adultère. J'ai commis l'adultère. »

## Exécution
Le 15 juillet 1977, les deux amants sont exécutés publiquement à Djeddah, à côté du Queen's Building dans le parking. Yeux bandés et à genoux, elle est exécutée sur les instructions explicites de son grand-père,, un membre aîné de la famille royale, pour le déshonneur qu'elle a apporté à son clan. Khaled, après avoir été forcé de regarder son exécution, est décapité avec une épée par, semble-t-il, l'un des parents masculins de la princesse plutôt que par un bourreau professionnel. Cinq coups furent nécessaire pour la décollation,.

## Controverse
Le producteur de film indépendant Antony Thomas (en) est allé en Arabie saoudite et a interviewé de nombreuses personnes sur la princesse. Il a récolté des histoires contradictoires, qui sont ensuite devenues l'objet d'un documentaire britannique, Death of a Princess. Le film devait être diffusé le 9 avril 1980 sur la chaîne de télévision ITV puis un mois plus tard sur la chaîne de télévision publique PBS aux États-Unis. Les deux émissions ont été accueillies par des furieuses protestations suivies par de fortes pressions diplomatiques, économiques et politiques de la part des Saoudiens pour annuler ces émissions. Après avoir échoué à faire annuler l'émission britannique, le roi Khaled a expulsé l'ambassadeur britannique en Arabie saoudite.
En mai 1980, l'attention s'est ensuite portée sur PBS, où les employés ont subi un mois de pression croissante de la part d'entreprises et de politiciens. Un important sponsor de PBS, la Mobil Oil Corporation, a publié une annonce pleine page dans le New York Times pour opposer au film en déclarant qu'il mettait en péril les relations américano-saoudiennes. Après un certain retard, l'émission a finalement été diffusée par PBS World dans la plupart des États-Unis le 12 mai 1980, bien que certaines stations PBS ne l'aient pas fait. Par exemple, en Caroline du Sud, l'affilié de PBS a annulé la diffusion du film, une décision influencée par le fait que l'ambassadeur américain de l'époque en Arabie saoudite, John C. West (en), avait été auparavant le gouverneur de l'État. Le docudrame a été diffusé aux États-Unis dans le cadre d'un programme hebdomadaire de PBS intitulé World. Ce programme est devenu plus tard connu sous le nom de PBS Frontline. Death Of A Princess a de nouveau été diffusé sur Frontline en 2005, pour commémorer le 25e anniversaire de la diffusion originale.
Khaled ben Abdelaziz, roi de l'Arabie saoudite à l'époque, a dit avoir offert onze millions de dollars au réseau pour supprimer le film.
Selon le réalisateur Antony Thomas, il n'y a eu ni procès ni exécution officiel : 
« It wasn't a trial. She wasn't even executed in the Square of Justice. She was just executed in a car park. I've witnessed executions in Saudi Arabia, I'm afraid. They're always done in a special square. This wasn't even done there. It wasn't done with an official executioner, not that that would make it any worse or any better. But this was not following the process of any law. »
« Ce n'était pas un procès. Elle n'a même pas été exécutée sur la place de la justice. Elle a juste été exécutée sur un parking. J'ai été témoin d'exécutions en Arabie Saoudite, j'en ai peur. Elles ont toujours lieu sur une place particulière. Ça n'a même pas été fait à cet endroit. Ca n'a pas été fait par un bourreau officiel, ce qui n'aurait rien apporté de mieux ou de pire. Mais cela ne suivait le processus d'aucune loi. »
David Fanning, co-scénariste et producteur exécutif de Death of a Princess, a ajouté : 
« The difference between the official version, which was the girl was killed because she was found guilty of adultery, and the truth of it, which turns out that she was, in fact, executed by the king's elder brother in an act of tribal vengeance in a parking lot in Jeddah, was, in fact, the heart of the controversy because that was the part that, of course, the royal family could not countenance. And that was the great outrage. »
« La différence entre la version officielle, qui est que la fille a été tuée car elle a été déclarée coupable d'adultère, et la vérité, qui se trouve qu'elle a été exécutée par le frère ainé du roi dans un acte de vengeance tribale sur un parking à Djeddah, était en fait le cœur de la controverse car c'était la partie que, bien entendu, la famille royale ne pouvait admettre. Et c'était le grand scandale. »